# Hockeria yamamotoi
Hockeria yamamotoi is een vliesvleugelig insect uit de familie bronswespen (Chalcididae). De wetenschappelijke naam is voor het eerst geldig gepubliceerd in 1976 door Habu.